# Плетнёв, Дмитрий Андреевич
Дми́трий Андре́евич Плетнёв (род. 16 января 1998, Санкт-Петербург) — российский футболист, полузащитник клуба «Динамо (Самарканд)». Сын футболиста Андрея Плетнёва.

## Биография
Воспитанник петербургского «Зенита». С 6 лет занимался в «Смене», впоследствии — академии «Зенита». Первый тренер — Александр Леонидович Поздышев.
В сентябре 2015 года дебютировал в составе молодёжной команды «Зенита» против молодёжного «Спартака». Сыграл 1 матч в Юношеской лиге УЕФА. В первенстве ФНЛ за «Зенит-2» дебютировал 6 сентября 2017 года в матче 12-го тура против «Ротора» (1:4). В сезоне 2017/18 продолжил выступать за «Зенит-2». Зиму 2018 провёл на сборах основного состава. Позже был взят Роберто Манчини в основную команду, и 5 мая в матче 29-го тура чемпионата России дебютировал в основном составе в матче против «Локомотива» (0:1), выйдя на замену на 69-й минуте вместо Юрия Жиркова. Перед сезоном 2019/20 на правах аренды перешёл в «Томь». В сентябре 2020 года перешёл в «Балтику».
28 июля 2021 года стал игроком петербургского «Динамо». В январе-феврале 2022 года находился на просмотре в красноярском «Енисее», участвовал в товарищеских матчах. Однако, уже 21 февраля 2022 был в составе «Динамо» на финальный матч Турнира уполномоченного представителя президента в Северо-Западном округе.
2 марта покинул петербургскую команду и стал игроком «Атырау» из чемпионата Казахстана. 3 марта дебютировал за клуб в матче против «Аксу».
В марте 2023 года футболист перешёл в белорусский «Арсенал». В июле 2023 года покинул дзержинский клуб и пополнил ряды «Слуцка».
В феврале 2024 года футболист перешёл в узбекский клуб «Сурхан».

### В сборной
В 2014—2015 годах был в составе юношеских сборных до 17 и до 18 лет под руководством Михаила Галактионова. Участник чемпионата мира среди юношеских команд 2015.
23 февраля 2020 года принял участие в одном матче в составе сборной до 20 лет.

## Статистика

### Клубная
| Выступление      | Выступление      | Выступление      | Лига | Лига | Кубки | Кубки | Еврокубки | Еврокубки | Прочие | Прочие | Итого | Итого |
| Клуб             | Лига             | Сезон            | Игры | Голы | Игры  | Голы  | Игры      | Голы      | Игры   | Голы   | Игры  | Голы  |
| ---------------- | ---------------- | ---------------- | ---- | ---- | ----- | ----- | --------- | --------- | ------ | ------ | ----- | ----- |
| Зенит            | Премьер-лига     | 2017/18          | 1    | 0    | 0     | 0     | 0         | 0         | 0      | 0      | 1     | 0     |
| Зенит            | Итого            | Итого            | 1    | 0    | 0     | 0     | 0         | 0         | 0      | 0      | 1     | 0     |
| Зенит-2          | ФНЛ              | 2017/18          | 16   | 1    | 0     | 0     | 0         | 0         | 0      | 0      | 16    | 1     |
| Зенит-2          | ФНЛ              | 2018/19          | 25   | 1    | 0     | 0     | 0         | 0         | 0      | 0      | 25    | 1     |
| Зенит-2          | Итого            | Итого            | 46   | 2    | 0     | 0     | 0         | 0         | 0      | 0      | 46    | 2     |
| Томь             | ФНЛ              | 2019/20          | 19   | 2    | 3     | 0     | 0         | 0         | 0      | 0      | 22    | 2     |
| Томь             | Итого            | Итого            | 19   | 2    | 3     | 0     | 0         | 0         | 0      | 0      | 22    | 2     |
| Всего за карьеру | Всего за карьеру | Всего за карьеру | 66   | 4    | 3     | 0     | 0         | 0         | 0      | 0      | 69    | 4     |